# John McManus
Pour les articles homonymes, voir McManus.
John J. McManus est un animateur américain. Après avoir cherché à monter son propre studio avec R.E. Donahue au début des années 1920, il a travaillé pour les studios Disney dans les années 1930 et 1940.

## Filmographie
- 1921 : Skipping the Pen, réalisateur, scénariste, animateur, producteur
- 1921 : Mr. Ima Jonah's Home Brew, animateur
- 1922 : Burr's Novelty Review No. 1, réalisateur, scénariste, animateur, producteur
- 1922 : Burr's Novelty Review No. 2, réalisateur, scénariste, animateur, producteur
- 1922 : Burr's Novelty Review No. 3, réalisateur, scénariste, animateur, producteur
- 1922 : Burr's Novelty Review No. 4, réalisateur, scénariste, animateur, producteur
- 1922 : Burr's Novelty Review No. 5, réalisateur, scénariste, animateur, producteur
- 1922 : Burr's Novelty Review No. 6, réalisateur, scénariste, animateur, producteur
- 1931 : Horse Cops, réalisateur

- 1935 : Carnaval des gâteaux, animateur
- 1937 : Le Vieux Moulin, animateur
- 1937 : Blanche-Neige et les Sept Nains, animateur
- 1938 : Moth and the Flame, animateur
- 1940 : Pinocchio, animateur
- 1940 : Fantasia séquence  Sacre du Printemps et Une Nuit sur le Mont Chauve/Ave Maria
- 1941 : Le Dragon récalcitrant, animateur
- 1942 : Bambi, animateur
- 1942 : Saludos Amigos, animateur
- 1943 : Victoire dans les airs (Victory Through Air Power)
- 1943 : Les Trois Caballeros, effets spéciaux d'animation
- 1946 : La Boîte à musique, animateur